# Внутренняя безопасность
«Внутренняя безопасность» (нем. Die innere Sicherheit) — немецкий художественный фильм 2000 года, драматический триллер, снятый режиссёром Кристианом Петцольдом. В фильме показана семейная пара с террористическим прошлым, живущая в подполье, в то время как юная дочь пары начинает тяготиться их изолированным существованием.
Премьера фильма состоялась 1 сентября 2000 года на Венецианском кинофестивале; в Германии фильм вышел 25 января 2001 года.

## Сюжет
Супруги Ханс и Клара — бывшие участники экстремистской организации, которые теперь живут в Португалии, скрываясь от германского правосудия. Они планируют переселиться в Бразилию, но из-за кражи их денег в отеле им приходится менять свои планы и возвращаться в Германию, где их может ждать арест. Жанна, их 15-летняя дочь, лишена нормальной жизни и общения со сверстниками. В Португалии она знакомится с парнем по имени Генрих, который рассказывает ей, что он жил с родителями на роскошной вилле в лесу, однако после смерти матери они уехали оттуда.
Когда в Гамбурге у семьи кончаются деньги и они вынуждены искать жильё, Жанна предлагает родителям поселиться на той самой вилле, которая стоит пустой. Ханс и Клара встречаются с бывшим соратником Клаусом, который обещает вскоре достать для них денег, чтобы они могли уехать за границу. В магазин в город выходит одна Жанна, чтобы родителей не арестовала полиция. Однажды Жанна случайно замечает во дворе ресторана Генриха, который работает там мойщиком посуды. Они возобновляют свои отношения, и Генрих признаётся, что соврал тогда Жанне про виллу: у него нет родителей, и он живёт в общежитии. Когда Жанна проводит ночь у Генриха, её родители начинают беспокоиться, что он может рассказать кому-то о том, где они находятся, но Жанна уверяет их, что Генрих ничего не знает.
Клаус не приходит на встречу с Хансом и Кларой, поскольку его самого арестовывает полиция. У семьи снова кончаются деньги, и они решаются на ограбление банка. Во время ограбления, когда Жанна ждёт родителей в машине, мимо проезжает Генрих с товарищем, и Жанна вынуждена кричать ему, что она не любит его и просит его уйти. Ограбление проходит не вполне удачно, поскольку Ханса ранят, а Кларе приходиться выстрелить в охранника. В последнюю ночь перед отъездом Жанна снова идёт в общежитие к Генриху и просит прощения, уверяя его, что она его любит. Генрих выходит, как будто бы принести Жанне попить, и звонит кому-то в телефоне-автомате.
Утром семья выезжает на машине, чтобы попасть в Гавр и сесть там на корабль. По дороге их нагоняют три тёмные машины, открывающие стрельбу. Машина переворачивается. Жанна, выпавшая на ходу, с трудом поднимается и оглядывается вокруг.

## В ролях
- Юлия Хуммер — Жанна
- Барбара Ауэр — Клара
- Ричи Мюллер — Ханс
- Бильге Бингюль — Генрих
- Катарина Шюттлер — Паулина
- Бернд Таубер — Ахим
- Гюнтер Мария Хальмер — Клаус

## Создание
Кристиан Петцольд подчёркивал, что его фильм не является историческим фильмом об участниках Фракции Красной Армии. Тем не менее, некоторые отсылки к РАФ в фильме можно найти: так, во время переговоров Клаус упоминает перевод книги «Моби Дик» и приносит её на встречу на автовокзале. Участники «первого поколения» РАФ действительно использовали роман Германа Мелвилла и даже брали из неё некоторые свои псевдонимы. Изначально Петцольд и Фароки вдозновлялись историей бывшего члена РАФ Вольфганга Грамса, однако впоследствии, встретив трудности с нахождением финансирования для проекта, устранили ряд подробностей из сценарий.
Фильм, который Жанна смотрит вместе со школьниками, которых она встречает в Гамбурге, — это «Ночь и туман» 1955 года, известный документальный фильм Алена Рене о преступлениях нацизма.

## Награды
- 2000 — Приз за монтаж (Беттине Бёлер)
- 2001 — Премия немецкого кино за лучший полнометражный фильм
- 2001 — Гессенская кинопремия
- 2001 — Приз немецких кинокритиков за лучший полнометражный фильм

## Отзывы
Фильм получил преимущественно положительные отзывы: критики отмечали высокий драматический накал при скромных изобразительных средствах.